# Tiétar (riu)
El Tiétar és un riu de la península Ibèrica, afluent del Tajo. El curs d'aigua, que neix en el Sistema Central, discorre enterament per territori espanyol, travessant la Comunitat de Madrid, la província d'Àvila, la província de Toledo i la província de Cáceres.
L'origen del hidrònim no és clar, podria provenir de Těttare, connectat potser amb la veu indoeuropea ‘teter-’ (emprada per gallinàcies). També s'ha considerat com a possibilitat menys probable l'origen vinculat amb l'adjectiu llatí ‘tětter’ («fosc», «tètric»).
Neix en el terme municipal de Rozas de Puerto Real en el paratge conegut com a Venta del Cojo. Té una longitud total de 169,5 quilòmetres. En el seu curs baix presenta característiques de riu tipus braided, amb illots.